# Sphinge de Chiusi

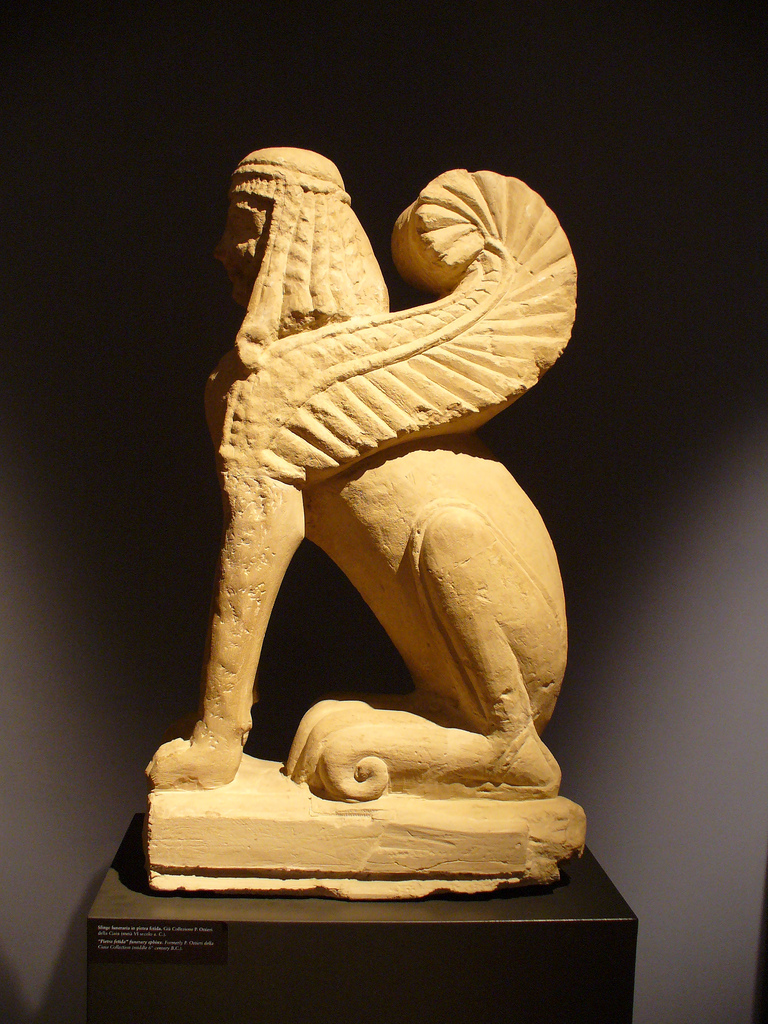
Sphinge de Chiusi au musée archéologique de Chiusi.

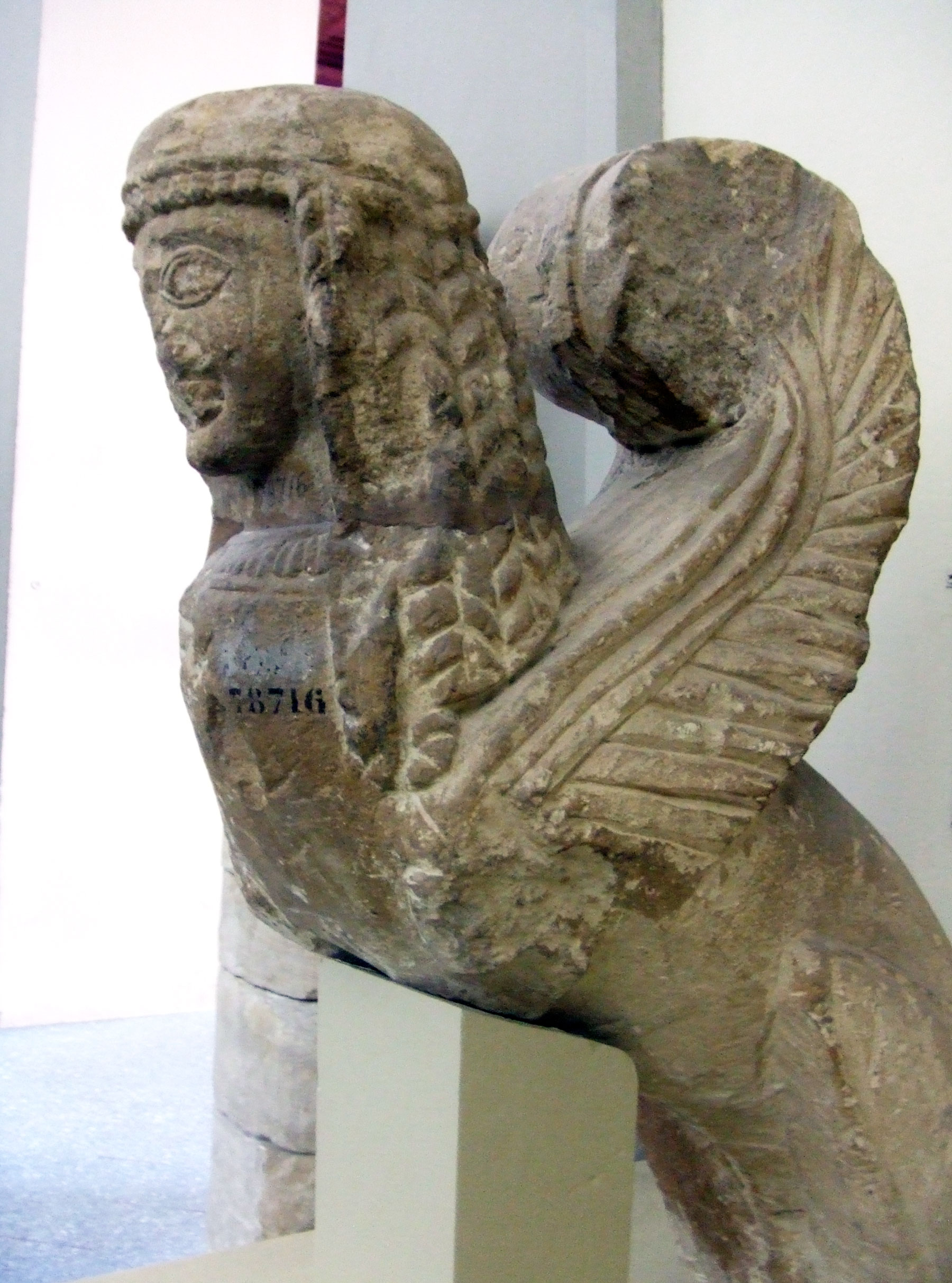
Fragment important d'une sphinge de Chiusi au musée archéologique national de Florence.

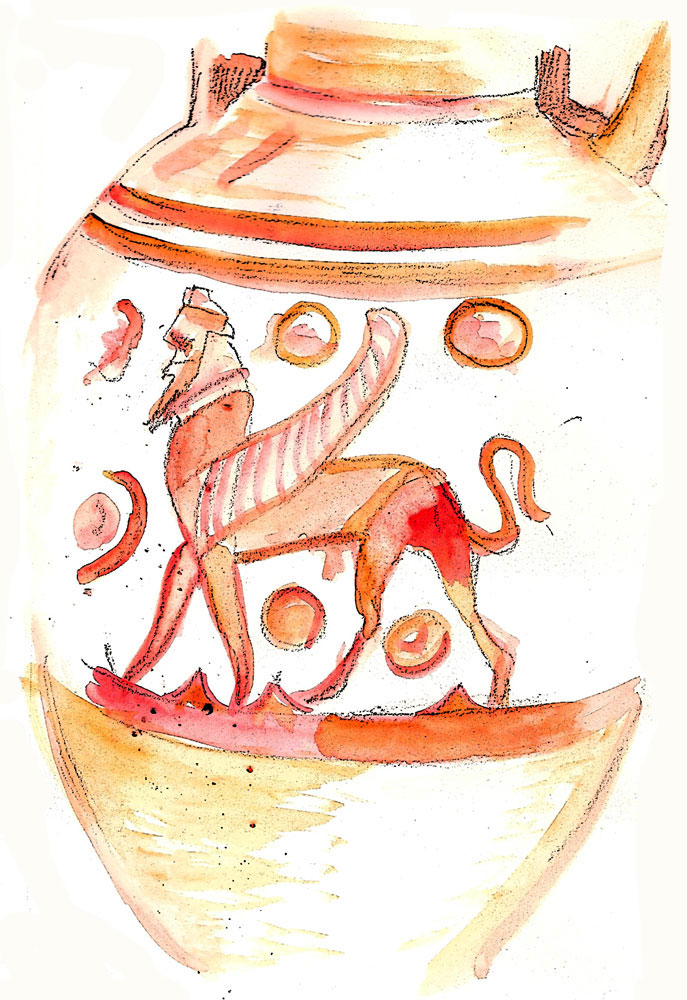
Vue d'artiste de la Sphinge barbue.

La  Sphinge de Chiusi est un type de statue étrusque typique   de la région de Chiusi en Toscane représentant une sphinge assise.

## Origine mythologique
C'est la représentation d'un être mythique, la désignation féminine du Sphinx, un être composite  (corps de lion, buste de femme, ailes d'oiseau), dont l'origine mythologique est grecque, introduite, par les échanges commerciaux, dans la culture de leur période archaïque.

## Fonction
Ce type  précis de la statuaire  du bestiaire mythologique étrusque produit dans  la région de Chiusi était destiné à garder, placées sur les cippes  à bulbe des dromos, l'entrée des tombes des nécropoles étrusques.
La sphinge a donc une fonction psychopompe dans le contexte funéraire.

## Versions
- Sphinge du musée archéologique national de Chiusi,
- Fragment important  présent dans les salles médicéennes du musée archéologique national de Florence,

### Variations du thème
La sphinge archaïque est également représentée sur d'autres supports et par d'autres moyens artistiques :
- peintures des poteries du peintre de la Sphinge barbue,
- bas-reliefs historiés mythologiques de sarcophages :
  - Plaques de Tarquinia,
- Orfèvrerie étrusque :
  - Collier de Vulci.
- Architecture :
  - Élément de soutènement.